# Loxaspilates straminearia
Loxaspilates straminearia är en fjärilsart som beskrevs av John Henry Leech 1897. Loxaspilates straminearia ingår i släktet Loxaspilates och familjen mätare. Inga underarter finns listade i Catalogue of Life.